# Željko Šturanović
Željko Šturanović (Nikšić, 31 gennaio 1960 – Parigi, 30 giugno 2014) è stato un politico montenegrino, dal 2006 al 2008 primo ministro nel governo del Montenegro.

## Biografia
Šturanović nacque a Nikšić, in quella che allora era la Repubblica Socialista di Montenegro, parte della Repubblica Socialista Federale di Jugoslavia.
Šturanović ricoprì la carica di Ministro della Giustizia nel governo del Primo Ministro Milo Đukanović. Il 3 ottobre 2006, dopo l'annuncio di Đukanović che non avrebbe accettato nuovamente la nomina per la carica di Primo Ministro, venne scelto come candidato per la carica dai leader del DPS. Fu accolto con favore anche dall'opposizione montenegrina, nota per essere critica nei confronti della coalizione al potere.
Šturanović e il suo governo ottenero la fiducia nel parlamento montenegrino il 10 novembre 2006. Il governo composto da 14 membri, tra cui due vice primi ministri, venne approvato con 42 voti a favore contro 28. Šturanović prestò giuramento lo stesso giorno.
Il 15 marzo 2007, Šturanović firmò l'accordo di stabilizzazione e associazione con l'UE a nome del governo del Montenegro.
Ricoprì la carica di primo ministro fino al 29 febbraio 2008, giorno in cui si dimise per motivi di salute. Morì nel 2014 all'età di 54 anni a causa di un tumore cerebrale.